# Pedro de Cevallos
Pedro de Cevallos, nacido como Pedro Antonio de Cevallos Cortés y Calderón (Cádiz, 29 de junio de 1715-Córdoba, España, 26 de diciembre de 1778) fue un militar y funcionario español, gobernador de Buenos Aires desde 1757 hasta 1766, y una vez creado el nuevo Virreinato del Río de la Plata por real cédula del 1 de agosto de 1776, designado el mismo día como su primer virrey, aunque recién ocupó el cargo el 15 de octubre de 1777.

## Biografía

### Origen familiar y primeros años
Pedro Antonio de Cevallos nació el 29 de junio de 1715 en la ciudad de Cádiz, hijo del cántabro Juan Antonio de Cevallos —un hijo de los hidalgos Juan de Cevallos Cos y de Isabel Gayán de Hoyos— y su esposa extremeña Juana Cortés de Arévalo, una hija de Narciso Cortés de Arévalo y Murillo y de Martina Calderón de Villalobos.
Descendía de uno de los linajes más antiguos de Cantabria y el lema de su blasón familiar se componía de la siguiente leyenda:

Es ardid de caballeros cevallos para vencellos.

Este lema, que aparece escrito junto con su escudo en la torre de Cevallos ubicada en la localidad cántabra de Alceda, se creía que había dado origen a su apellido pero posteriormente se demostró que era un apellido toponímico.
Cevallos quedó huérfano de padre y madre a los nueve años, y fue criado por dos de sus tíos maternos en la villa extremeña de Don Benito, cerca de Mérida.
Además era hermano de Antonia de Ceballos Cortés y Calderón, residente en España, que fuera premiada posteriormente al fallecimiento de Pedro con el título de primera marquesa de la Colonia desde el 5 de diciembre de 1779. Esta se había unido en matrimonio con José de Guzmán y Bobadilla y de quien hubo una hija llamada Isabel Antonia de Guzmán y Ceballos que heredaría el título de su madre.

### Carrera militar en Europa
De corta edad ingresó en el Seminario de Nobles de Madrid, donde se enroló como oficial de ejército.
En 1733 participó en la campaña de conquista española en Italia, como parte de la Guerra de Sucesión Polaca. Desembarcó con el infante Carlos en Nápoles, y marchó como teniente hacia el norte de Italia, regresando en 1739 a España.
En 1741 preparó, uniformó y adiestró un regimiento del que fue nombrado coronel; luchó al frente del mismo en la Guerra de Sucesión Austriaca, en la toma de Niza, de Montauban y del Olmo, obteniendo el grado de brigadier. Poco después, conquistaron para España el Ducado de Parma, e incluso por un tiempo ocuparon Milán.

### Gobernador colonial de Buenos Aires
En noviembre de 1755 fue nombrado gobernador de Buenos Aires, con orden de apurar la demarcación de la nueva frontera con el Virreinato del Brasil establecida en el Tratado de Permuta de 1750, en que se cambiaba la Colonia del Sacramento por las Misiones Orientales, es decir los siete pueblos de guaraníes que quedaban al este del río Uruguay.
Llegó a Buenos Aires en noviembre de 1756, al frente de una gran expedición militar, cuyo objetivo era expulsar por la fuerza a los guaraníes, que habían resistido la orden de abandonar sus pueblos por medio de la llamada guerra guaranítica; cuando Cevallos llegó al Río de la Plata, los indígenas ya habían sido derrotados.
A los pocos meses partió hacia las Misiones, donde se enteró de que los jesuitas estaban colaborando con el traslado, y que a los indígenas se les obligaba a cambiar de ubicación sin darles nada a cambio. Se instaló en San Borja, uno de los "siete pueblos", y desde allí organizó el traslado de los indígenas en condiciones algo mejores a las que había encontrado. Además, exigió a los portugueses la entrega inmediata de la Colonia, a lo que estos se negaron. En consecuencia, se negó a arrestar a los jesuitas acusados de rebeldía y preparó todo para no tener que entregar las misiones orientales. De hecho, Cevallos fue considerado el principal protector de los jesuitas en la región.
Mientras estaba en Misiones contrajo el paludismo, que lo aquejaría toda su vida. Debió solucionar un alzamiento comunero en Corrientes, donde los habitantes ya estaban resentidos por  su tradicional oposición a los jesuitas y se rebelaron al intentar obligárseles a aportar tropas para abrir un camino a través del Chaco hacia el Tucumán. Cevallos recorrió Corrientes y Santa Fe en camino de regreso a Buenos Aires.
Instalado en la capital de su gobernación, Cevallos reorganizó la administración, las milicias y el comercio a través de su puerto. Organizó la limpieza masiva de las calles, ordenó liberar y nivelar las mismas para su drenaje, construyó algunas veredas y organizó los primeros mataderos municipales.

#### Campaña de Colonia y Río Grande
En 1760 recibió la noticia de la muerte del rey Fernando VI; como este había sido un aliado permanente de Portugal y se preveía que su sucesor, Carlos III, iba a ser un rival de sus vecinos, se preparó activamente para la guerra. Al año siguiente, el Tratado de Permuta era anulado y reemplazado por el Tratado de El Pardo.
De modo que Cevallos exigió al virrey del Brasil la entrega de Colonia y de la isla Martín García. Simultáneamente fortificó el puerto de Ensenada, formó un cuerpo de Dragones y aprovisionó las guarniciones de Maldonado, Montevideo y Buenos Aires. También inició el repoblamiento de las Misiones Orientales.
A principios del año siguiente estallaba la Guerra de los Siete Años y España invadía Portugal; Cevallos puso en marcha un ejército de 1000 indígenas misioneros hacia el Río de la Plata. Poco después inició la construcción de la Fortaleza de Santa Teresa, con lo que se impedía la marcha de tropas portuguesas hacia el Río de la Plata por el camino de la costa.
En septiembre de 1762 se iniciaba la campaña contra Colonia y Río Grande; puso sitio a Colonia, que se rindió el último día de octubre. En enero del año siguiente rechazó un contrataque combinado de tropas portuguesas y británicas.
Desde allí, Cevallos marchó hacia el noreste, ocupando Río Grande y algunas otras posesiones portuguesas de la zona entre los meses de abril y mayo.
Pero en febrero se había firmado el Tratado de París, por lo que Cevallos se vio obligado a devolver Colonia a los portugueses; la devolución de Colonia tuvo lugar el 27 de diciembre de ese año. No obstante, tuvo el cuidado de devolver la ciudad con sus murallas destruidas, sin los cañones que las guarnecían, y poblando varias localidades muy cercanas para impedir el contrabando.
De regreso a Buenos Aires, organizó la frontera con los indígenas de la pampa.

### De regreso en España
El 15 de agosto de 1766 fue reemplazado en su cargo por Francisco de Paula Bucarelli; de regreso en España fue sometido a juicio de residencia, del que se asegura que resultó muy bien parado.
La misión principal de Bucarelli era organizar la expulsión de los jesuitas de su gobernación y las vecinas del Tucumán y el Paraguay; eso lo llevaría a enemistarse con gran parte de los funcionarios nombrados por Cevallos, que fueron separados de sus cargos.
Fue nombrado comandante militar de Castilla la Nueva, lo que le permitió hacerse cargo de sus haciendas, ubicadas en esa zona y en la vecina Extremadura. En 1771 realizó una misión diplomática en Francia; desde allí continuó camino hasta Parma, de donde regresó acompañando a la princesa María Luisa de Parma, que viajaba para contraer matrimonio con el príncipe Carlos, futuro Carlos IV.

### Virrey del Río de la Plata
En abril de 1775, los portugueses atacaron y recuperaron la ciudad de Río Grande, que estaba en manos españolas desde que Cevallos la ocupara en 1763; también tomaron las fortalezas de Santa Teresa, Santa Tecla y San Martín.
El rey Carlos III solicitó a Cevallos —gobernador en esa época de Madrid— un plan de respuesta a la agresión portuguesa; Cevallos organizó un plan de campaña muy cuidadoso, para invadir y anexar completamente a Portugal, aprovechando la distracción de Inglaterra enfrascada en la Guerra de Independencia de los Estados Unidos. El plan fue juzgado muy peligroso, pero la parte dedicada a las operaciones contra el Brasil, en cambio, fueron aprobadas. En su informe, Cevallos solicitaba que no se pusieran esas tropas en manos del gobernador de Buenos Aires, Juan José de Vértiz, a quien consideraba excesivamente veterano; el rey ordenó entonces poner las tropas al mando de un general aún más antiguo, el propio Cevallos.
Días antes de ponerse al mando de la expedición que debía partir, Cevallos fue notificado que debía asumir el cargo de Virrey del recién creado Virreinato del Río de la Plata; se trataba de una creación provisoria y limitada a la misión militar de Cevallos, pero que duraría treinta y cuatro años, hasta que fuera disuelto por la independencia. El territorio bajo su mando estaría formado por las gobernaciones de Buenos Aires, el Tucumán, el Paraguay, la Real Audiencia de Charcas y el Corregimiento de Cuyo, todos ellos dependientes hasta entonces del Virreinato del Perú. El nuevo Virrey no se daría a conocer con ese cargo hasta después que la flota estuviera en alta mar.

#### Segunda expedición a Colonia y Río Grande
El 12 de octubre de 1776 zarpó de Cádiz la poderosa escuadra de Cevallos, con seis buques de guerra y 117 buques de transporte de personal y mercaderías, su comandante era el marqués de Casa Tilly, y las tropas transportadas eran en total 9.386 hombres de las tres armas. El 23 de febrero de 1777, las tropas españolas ocuparon completamente la isla de Santa Catarina, mientras las tropas portuguesas —unos 3200 hombres— huían sin combatir.
El día 20 de abril, Cevallos llegó a Montevideo y el exgobernador rioplatense Vértiz había iniciado el avance hacia San Pedro por orden de Cevallos, pero este le ordenó regresar hasta Santa Teresa. El día 22 de mayo se inició el sitio de Colonia, ciudad que se rindió incondicionalmente el 3 de junio, y de esta forma la ciudad no volvería a manos portuguesas hasta 1817.
Poco después, Cevallos se unió a Vértiz en Santa Teresa y marchó hacia Río Grande; la ofensiva fue detenida por una orden del rey Carlos del día 11 de junio, que el virrey recibió el 4 de septiembre. Por medio del Tratado de San Ildefonso, del 1 de octubre de ese año, Portugal cedió definitivamente a España la ciudad de Colonia y las Misiones Orientales, pero se reconocía la soberanía portuguesa sobre Río Grande y Santa Catarina.
La mayor parte de las tropas expedicionarias fue enviada de vuelta a España en los meses siguientes, pero 930 hombres permanecieron en Buenos Aires en previsión de nuevos enfrentamientos con Portugal, por decisión del virrey Cevallos.

#### Fin del mandato
El 15 de octubre de 1777, Cevallos entraba a Buenos Aires con su flamante cargo de Virrey y Capitán General,(por haber arribado en dicho año se le conoció como "el Virrey de los tres siete" ) y dedicó los meses siguientes a crear las comunicaciones con las gobernaciones que acababan de pasar a depender de la nueva capital.
Durante su mandato se aplicó la Pragmática o Ley de Libre Comercio de 1778, que favoreció especialmente el desarrollo de Buenos Aires. La expulsión de los portugueses también implicó una disminución del contrabando, y ambas cosas redundaron en un incremento de las rentas fiscales. La disposición para la libre internación de productos motivó un aumento en la producción de carretas. Estimuló la agricultura y reguló el horario de las labores, la alimentación diaria de los peones y el nivel de salario de los mismos. También se establecieron penas para los ebrios y los jugadores. Para aumentar las fuerzas de trabajo disponibles favoreció el comercio de esclavos negros, ya sea directo o en virtud del Tratado de Asiento.
En junio de 1778, recibió de regreso en Buenos Aires a Juan José de Vértiz, que acababa de ser nombrado segundo Virrey del Río de la Plata. Pocos días después, el 30 de junio de 1778, partió desde Montevideo hacia España.

### Fallecimiento
Llegado a España, se encontraba seriamente enfermo; de todos modos inició la marcha hacia Madrid, debiendo detenerse en Córdoba por razones de salud.
Falleció el día 26 de diciembre de 1778 en el convento de San Jacinto de los padres Capuchinos de Córdoba (España), y fue sepultado en la Mezquita-catedral de Córdoba, tras una fastuosa ceremonia.

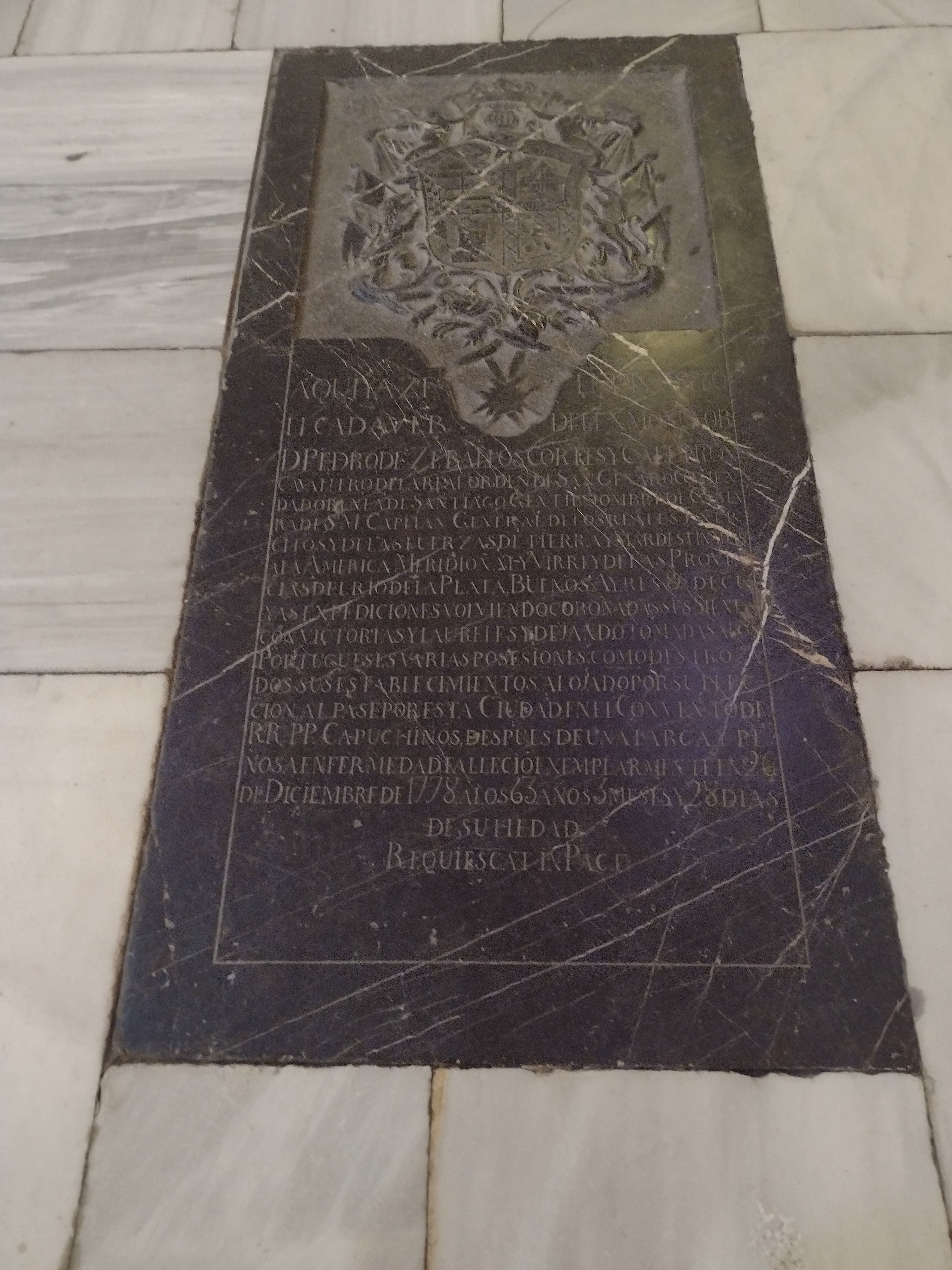
Tumba de Pedro de Cevallos en el interior de la Mezquita-Catedral de Córdoba.

Estaba casado con María Luisa Pinto y Ortega. Su hijo Pedro Antonio de Ceballos Pinto fue ministro de Hacienda del general Martín Miguel de Güemes cuando este era gobernador de Salta. Después de su muerte, el rey Carlos III concedió a su hermana Antonia de Cevallos Cortés Hoyos y Calderón el marquesado de la Colonia; el mismo se extinguiría en 1929. 

## Análisis historiográfico

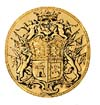
Escudo de Pedro de Cevallos.

Ricardo Levene considera a Cevallos uno de los grandes virreyes:

Representa al virrey innovador por excelencia. Sobran para consagrarle la serie de medidas orgánicas de carácter económico adoptadas a iniciativa suya, en franca oposición con el medio y el pasado.

El historiador Enrique Barba destaca la penetración en el territorio bajo su mando, el estudio de los problemas que se presentaban y las medidas adoptadas durante su gobierno, que reactivaron el impulso del virreinato:

Buenos Aires se multiplicaba a su impulso, las provincias ven renacer un comercio que no sospechaban y todo el Río de la Plata marcha, sin saberlo aún, al camino de la revolución.

Su prestigio había sido enorme en su época. En su homenaje, Juan Baltasar Maciel publicó un poema titulado Canta un guaso en estilo campestre los triunfos del Excelentísimo Señor Don Pedro de Cevallos, que dio inicio a la literatura gauchesca.